# Лепа Брена проџект (представа)
Лепа Брена проџект је савремена позоришна представа која кроз лик и феномен Лепе Брене истражује колективну прошлост, друштвене промене и лична сећања простора бивше Југославије. Представа је премијерно изведена у Битеф театру у Београду 18. децембра 2019. године.

## Идеја и концепт представе
Позоришна представа Лепа Брена проџект није класична биографија популарне певачице. Уместо тога, кроз лик и феномен Лепе Брене прича се о последњих четрдесет година живота на овим просторима. Брена је овде симбол — прошлости, заједничке државе, носталгије, али и промена, сукоба и личних искустава.
Кроз ову представу публика не прати само живот певачице, већ се кроз њен лик отварају теме попут распада Југославије, транзиције у капитализам, национализма, европеизације, као и нашег личног односа према свему томе.
Кроз лик највећег шоубизнис симбола Југославије, ова представа не говори само о Бренином животу, већ пре свега о историји, политици, друштву и свима нама. Она је позив да се присетимо прошлости, али и да преиспитамо сопствена уверења и осећања.

### Пет лица Брене
На сцени се појављује пет различитих „Брена“, свака представља један део њеног јавног и симболичког лика:
- Брена градитељства – симбол развоја и напретка
- Брена бизнисменка – лице успеха у капиталистичком друштву
- Брена песме – музика као део колективне меморије
- Брена Југословенка – симбол заједничке прошлости и носталгије
- Брена сексуалности – отварање питања телесности и слободе

Свака Брена кроз монолог износи своју причу, али се сви ти делови на крају спајају у дијалог, који преиспитује и наше лично искуство и колективну прошлост.

## Извођачки приступ
Представа комбинује различите облике сценског израза – глуму, плес и музику. На тај начин ствара се динамичан, савремен и импресиван позоришни догађај. Ауторски тим и глумци истражују дубље слојеве друштвене и политичке стварности, али и осећања која та стварност изазива.

## Успех и признања
Лепа Брена проџект је од премијере у Београду одигран више од 100 пута и свуда изазива велико интересовање. Постала је позоришни хит широм региона. Представа је 2023. године добила награду за најбољу представу у Хрватској — Story Hall of Fame.

## Ауторски тим и глумци
Идеју и режију потписују Владимир Алексић и Олга Димитријевић.
У представи играју:
- Јована Беловић као Брена градитељства
- Александра Јанковић као Брена бизнисменка
- Јелена Илић као Брена песме
- Тијана Марковић као Брена Југословенка
- Владимир Алексић као Брена сексуалност